# Pleurotroppopsis
Pleurotroppopsis is een geslacht van vliesvleugeligen uit de familie Eulophidae. De wetenschappelijke naam van dit geslacht is voor het eerst geldig gepubliceerd in 1913 door Girault.

## Soorten
Het geslacht Pleurotroppopsis omvat de volgende soorten:
- Pleurotroppopsis dentata (Surekha & Narendran, 1988)
- Pleurotroppopsis femorata (Surekha & Narendran, 1988)
- Pleurotroppopsis hirta (Kamijo, 1977)
- Pleurotroppopsis japonica (Kamijo, 1977)
- Pleurotroppopsis javana (Boucek, 1976)
- Pleurotroppopsis lankensis (Kerrich, 1974)
- Pleurotroppopsis lunata Kamijo, 1990
- Pleurotroppopsis maculatipennis Girault, 1913
- Pleurotroppopsis nitifrons Boucek, 1976
- Pleurotroppopsis pilosa (Risbec, 1952)
- Pleurotroppopsis podagrica (Waterston, 1925)
- Pleurotroppopsis tischeriae (Kamijo, 1977)